# Санта-Урсула
Санта-Урсула (ісп. Santa Úrsula) — муніципалітет в Іспанії, у складі автономної спільноти Канарські острови, у провінції Санта-Крус-де-Тенерифе, на острові Тенерифе. Населення — 14 143 особи (2010).
Муніципалітет розташований на відстані близько 1770 км на південний захід від Мадрида, 23 км на захід від Санта-Крус-де-Тенерифе.
На території муніципалітету розташовані такі населені пункти: (дані про населення за 2010 рік)
- Ель-Кантільйо: 118 осіб
- Ла-Корухера: 2486 осіб
- Куеста-де-ла-Вілья: 3560 осіб
- Ель-Фарробільйо: 974 особи
- Санта-Урсула: 3650 осіб
- Тоска-де-Ана-Марія: 560 осіб
- Ла-Вера: 1398 осіб
- Ла-Кінта: 1260 осіб
- Тоска-Барріос: 137 осіб

## Демографія
Динаміка населення (INE ):

## Галерея зображень

Розташування муніципалітету на острові Тенерифе
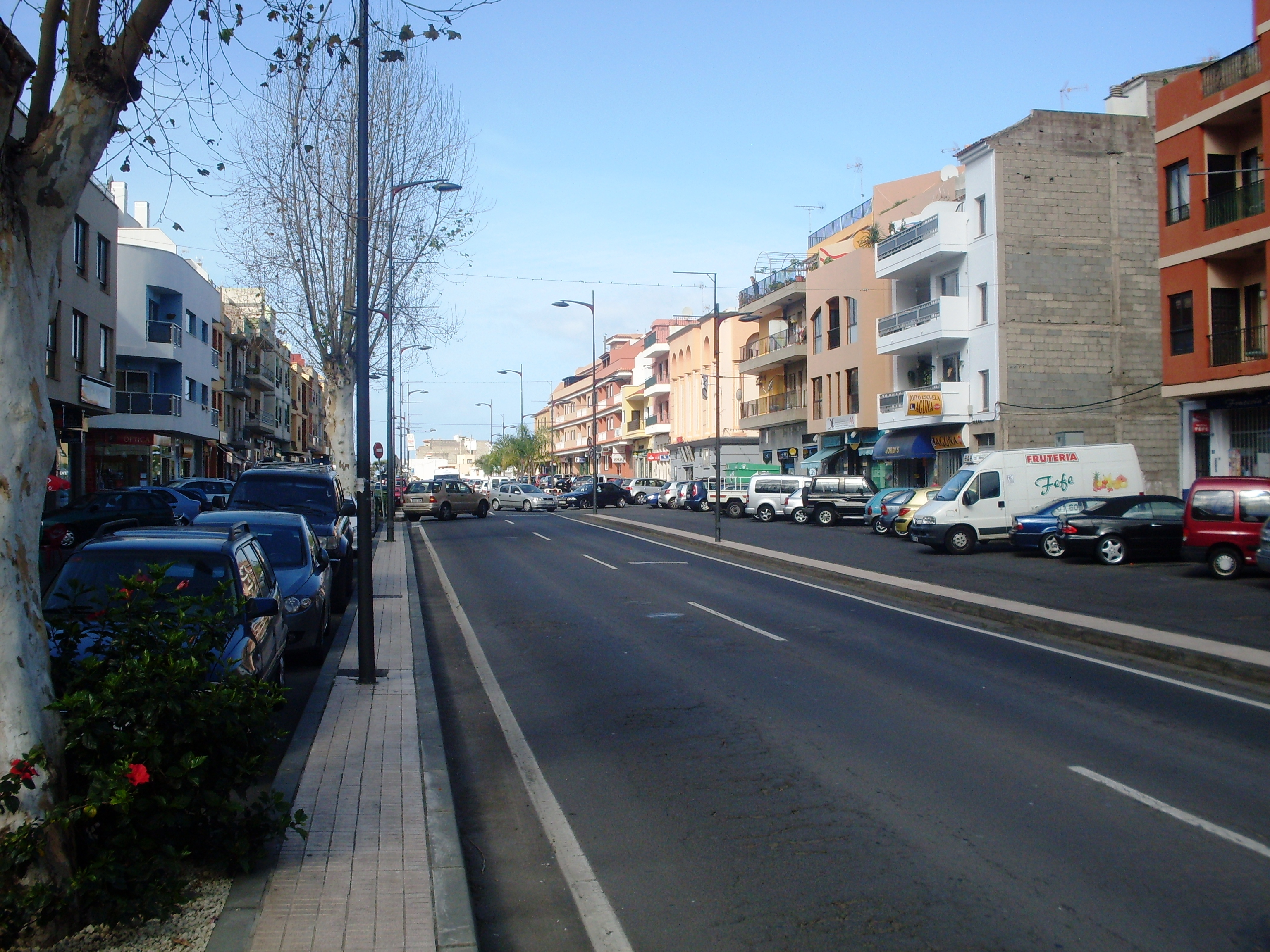
Санта-Урсула
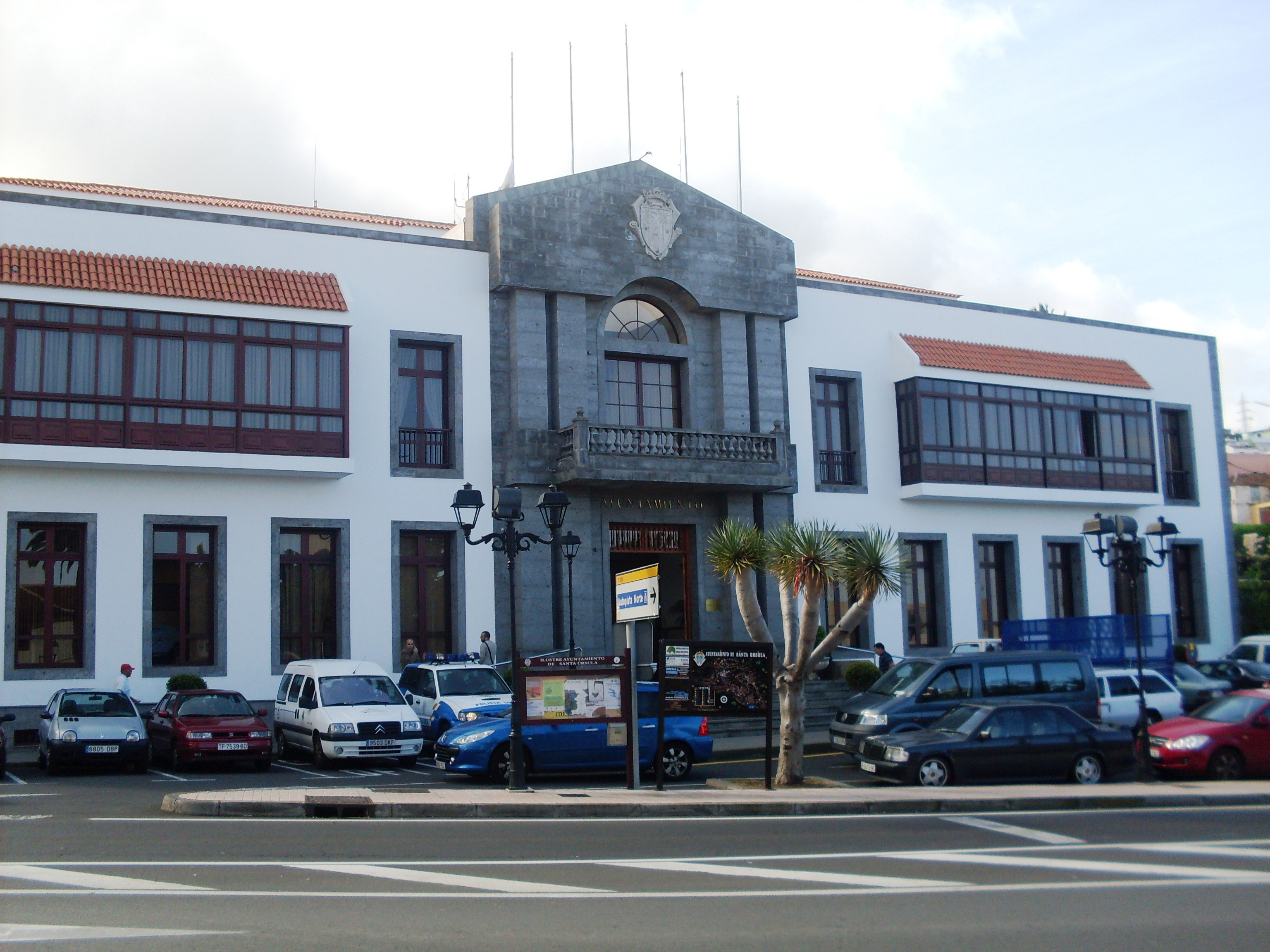
Муніципальна рада
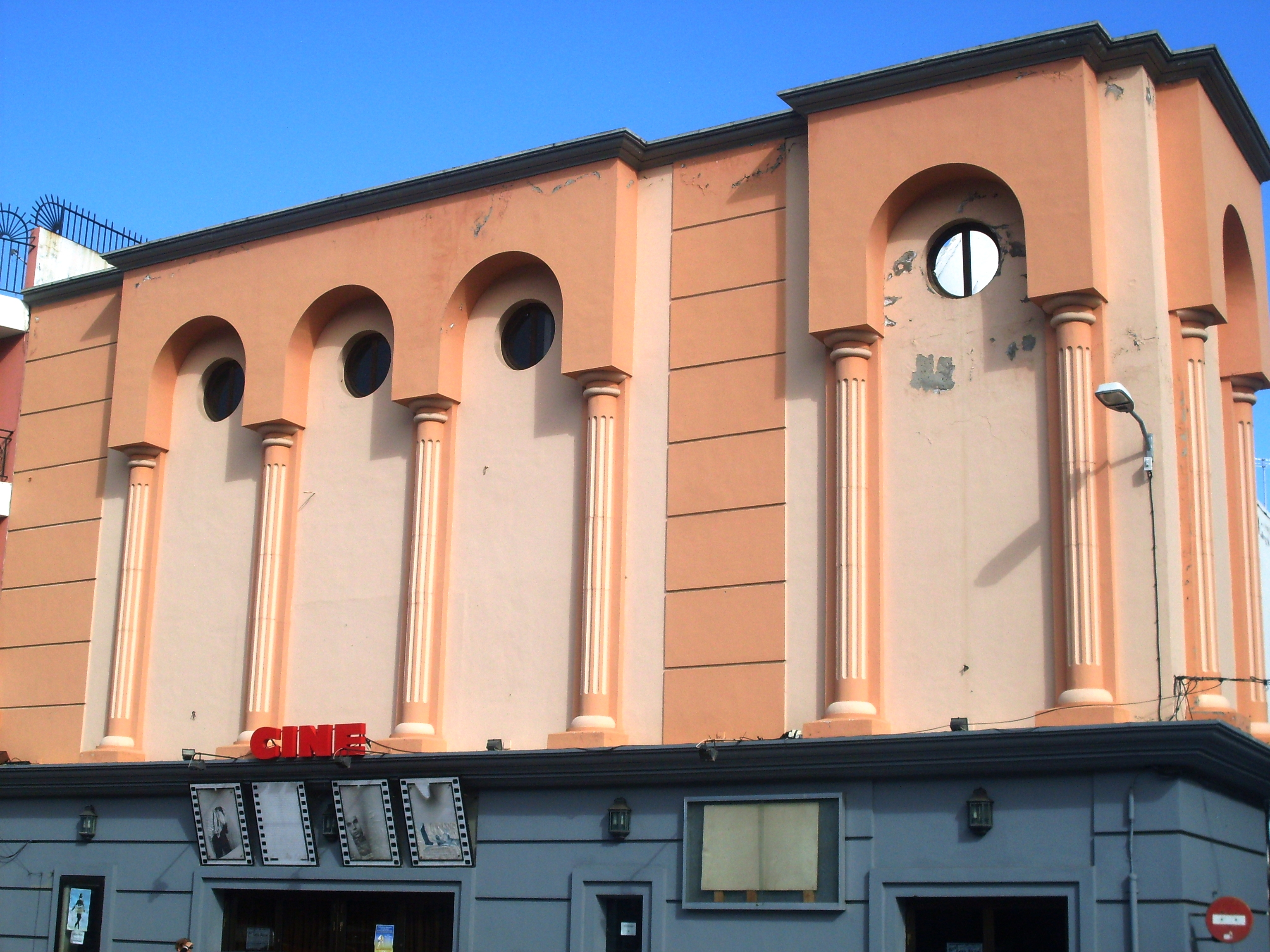
Санта-Урсула, кінотеатр